# Hycleus humerosus
Hycleus humerosus là một loài bọ cánh cứng trong họ Meloidae. Loài này được Escherich miêu tả khoa học năm 1899.